# 잔 칼망
잔 루이즈 칼망(프랑스어: Jeanne Louise Calment, 1875년 2월 21일~1997년 8월 4일)은 프랑스의 슈퍼센티네리언이다. 그녀의 오빠는 97세, 아버지는 92세, 어머니는 86세까지 살았다고 한다.
칼망은 건강 상태 또한 좋았다. 85세부터 펜싱을 시작했고, 110세까지 자전거를 탔다. 그리고 21세부터 117세까지 흡연했다.
114세에 영화 《Vincent and Me》에 출연해 사상 최연장의 배우로도 기록되었다. 1995년에 그의 삶에 대한 프랑스 다큐멘터리 영화 《Beyond 120 Years with Jeanne Calment》가 개봉되었다.

## 일화
- 어렸을 때인 1888년, 빈센트 반 고흐를 직접 만났었다. 반 고흐는 잔 칼망에게 초상화를 그려도 되냐고 허락을 구했는데 잔 칼망은 반 고흐의 꾀죄죄한 모습 때문에 거절했다. 어른이 된 이후 그 사람의 정체를 알게 된 잔 칼망은 이를 평생동안 후회했다.

## 가족 및 친척
|                             |                             |                             |                             |                                 |                                 | 안토인 칼망 (1803~1871)할아버지 | 안토인 칼망 (1803~1871)할아버지 | 안토인 칼망 (1803~1871)할아버지 | 안토인 칼망 (1803~1871)할아버지 | 안토인 칼망 (1803~1871)할아버지 | 안토인 칼망 (1803~1871)할아버지 |                               |                               |                               |                               |                               |                               | 메리 에니 포잔 (1809~1886)할머니 | 메리 에니 포잔 (1809~1886)할머니 | 메리 에니 포잔 (1809~1886)할머니 | 메리 에니 포잔 (1809~1886)할머니 | 메리 에니 포잔 (1809~1886)할머니 | 메리 에니 포잔 (1809~1886)할머니 |                         |                         |                         |                         |                         |                         |                         |                         |                         |                         |                         |                         |                                 |                                 |                                 |                                 |                                 |                                 |                                 |                                 |                                 |                                 |                           |                           |                                        |                                        |                                        |                                        |                                        |                                        |
|                             |                             |                             |                             |                                 |                                 | 안토인 칼망 (1803~1871)할아버지 | 안토인 칼망 (1803~1871)할아버지 | 안토인 칼망 (1803~1871)할아버지 | 안토인 칼망 (1803~1871)할아버지 | 안토인 칼망 (1803~1871)할아버지 | 안토인 칼망 (1803~1871)할아버지 |                               |                               |                               |                               |                               |                               | 메리 에니 포잔 (1809~1886)할머니 | 메리 에니 포잔 (1809~1886)할머니 | 메리 에니 포잔 (1809~1886)할머니 | 메리 에니 포잔 (1809~1886)할머니 | 메리 에니 포잔 (1809~1886)할머니 | 메리 에니 포잔 (1809~1886)할머니 |                         |                         |                         |                         |                         |                         |                         |                         |                         |                         |                         |                         |                                 |                                 |                                 |                                 |                                 |                                 |                                 |                                 |                                 |                                 |                           |                           |                                        |                                        |                                        |                                        |                                        |                                        |
|                             |                             |                             |                             |                                 |                                 |                                 |                                 |                                 |                                 |                                 |                                 |                               |                               |                               |                               |                               |                               |                                  |                                  |                                  |                                  |                                  |                                  |                         |                         |                         |                         |                         |                         |                         |                         |                         |                         |                         |                         |                                 |                                 |                                 |                                 |                                 |                                 |                                 |                                 |                                 |                                 |                           |                           |                                        |                                        |                                        |                                        |                                        |                                        |
|                             |                             |                             |                             | 마르그리트 질 (1838~1924)어머니 | 마르그리트 질 (1838~1924)어머니 | 마르그리트 질 (1838~1924)어머니 | 마르그리트 질 (1838~1924)어머니 | 마르그리트 질 (1838~1924)어머니 | 마르그리트 질 (1838~1924)어머니 |                                 |                                 | 니콜라 칼망 (1838~1931)아버지 | 니콜라 칼망 (1838~1931)아버지 | 니콜라 칼망 (1838~1931)아버지 | 니콜라 칼망 (1838~1931)아버지 | 니콜라 칼망 (1838~1931)아버지 | 니콜라 칼망 (1838~1931)아버지 |                                  |                                  |                                  |                                  |                                  |                                  |                         |                         |                         |                         |                         |                         |                         |                         | 자크 칼망 (?~?)시아버지 | 자크 칼망 (?~?)시아버지 | 자크 칼망 (?~?)시아버지 | 자크 칼망 (?~?)시아버지 | 자크 칼망 (?~?)시아버지         | 자크 칼망 (?~?)시아버지         |                                 |                                 | 마리아 칼망 (1847~1931)시어머니 | 마리아 칼망 (1847~1931)시어머니 | 마리아 칼망 (1847~1931)시어머니 | 마리아 칼망 (1847~1931)시어머니 | 마리아 칼망 (1847~1931)시어머니 | 마리아 칼망 (1847~1931)시어머니 |                           |                           |                                        |                                        |                                        |                                        |                                        |                                        |
|                             |                             |                             |                             | 마르그리트 질 (1838~1924)어머니 | 마르그리트 질 (1838~1924)어머니 | 마르그리트 질 (1838~1924)어머니 | 마르그리트 질 (1838~1924)어머니 | 마르그리트 질 (1838~1924)어머니 | 마르그리트 질 (1838~1924)어머니 |                                 |                                 | 니콜라 칼망 (1838~1931)아버지 | 니콜라 칼망 (1838~1931)아버지 | 니콜라 칼망 (1838~1931)아버지 | 니콜라 칼망 (1838~1931)아버지 | 니콜라 칼망 (1838~1931)아버지 | 니콜라 칼망 (1838~1931)아버지 |                                  |                                  |                                  |                                  |                                  |                                  |                         |                         |                         |                         |                         |                         |                         |                         | 자크 칼망 (?~?)시아버지 | 자크 칼망 (?~?)시아버지 | 자크 칼망 (?~?)시아버지 | 자크 칼망 (?~?)시아버지 | 자크 칼망 (?~?)시아버지         | 자크 칼망 (?~?)시아버지         |                                 |                                 | 마리아 칼망 (1847~1931)시어머니 | 마리아 칼망 (1847~1931)시어머니 | 마리아 칼망 (1847~1931)시어머니 | 마리아 칼망 (1847~1931)시어머니 | 마리아 칼망 (1847~1931)시어머니 | 마리아 칼망 (1847~1931)시어머니 |                           |                           |                                        |                                        |                                        |                                        |                                        |                                        |
|                             |                             |                             |                             |                                 |                                 |                                 |                                 |                                 |                                 |                                 |                                 |                               |                               |                               |                               |                               |                               |                                  |                                  |                                  |                                  |                                  |                                  |                         |                         |                         |                         |                         |                         |                         |                         |                         |                         |                         |                         |                                 |                                 |                                 |                                 |                                 |                                 |                                 |                                 |                                 |                                 |                           |                           |                                        |                                        |                                        |                                        |                                        |                                        |
|                             |                             |                             |                             |                                 |                                 |                                 |                                 |                                 |                                 |                                 |                                 |                               |                               |                               |                               |                               |                               |                                  |                                  |                                  |                                  |                                  |                                  |                         |                         |                         |                         |                         |                         |                         |                         |                         |                         |                         |                         |                                 |                                 |                                 |                                 |                                 |                                 |                                 |                                 |                                 |                                 |                           |                           |                                        |                                        |                                        |                                        |                                        |                                        |
| 안토인 칼망 (1862~1865)언니 | 안토인 칼망 (1862~1865)언니 | 안토인 칼망 (1862~1865)언니 | 안토인 칼망 (1862~1865)언니 | 안토인 칼망 (1862~1865)언니     | 안토인 칼망 (1862~1865)언니     |                                 |                                 | 마리 칼망 (1863~1866)언니       | 마리 칼망 (1863~1866)언니       | 마리 칼망 (1863~1866)언니       | 마리 칼망 (1863~1866)언니       | 마리 칼망 (1863~1866)언니     | 마리 칼망 (1863~1866)언니     |                               |                               | 프랑수아 칼망 (1865~1962)오빠 | 프랑수아 칼망 (1865~1962)오빠 | 프랑수아 칼망 (1865~1962)오빠    | 프랑수아 칼망 (1865~1962)오빠    | 프랑수아 칼망 (1865~1962)오빠    | 프랑수아 칼망 (1865~1962)오빠    |                                  |                                  | 잔 칼망 (1875~1997)본인 | 잔 칼망 (1875~1997)본인 | 잔 칼망 (1875~1997)본인 | 잔 칼망 (1875~1997)본인 | 잔 칼망 (1875~1997)본인 | 잔 칼망 (1875~1997)본인 |                         |                         |                         |                         |                         |                         | 페르난드 칼망 (1868~1942)배우자 | 페르난드 칼망 (1868~1942)배우자 | 페르난드 칼망 (1868~1942)배우자 | 페르난드 칼망 (1868~1942)배우자 | 페르난드 칼망 (1868~1942)배우자 | 페르난드 칼망 (1868~1942)배우자 |                                 |                                 |                                 |                                 |                           |                           |                                        |                                        |                                        |                                        |                                        |                                        |
| 안토인 칼망 (1862~1865)언니 | 안토인 칼망 (1862~1865)언니 | 안토인 칼망 (1862~1865)언니 | 안토인 칼망 (1862~1865)언니 | 안토인 칼망 (1862~1865)언니     | 안토인 칼망 (1862~1865)언니     |                                 |                                 | 마리 칼망 (1863~1866)언니       | 마리 칼망 (1863~1866)언니       | 마리 칼망 (1863~1866)언니       | 마리 칼망 (1863~1866)언니       | 마리 칼망 (1863~1866)언니     | 마리 칼망 (1863~1866)언니     |                               |                               | 프랑수아 칼망 (1865~1962)오빠 | 프랑수아 칼망 (1865~1962)오빠 | 프랑수아 칼망 (1865~1962)오빠    | 프랑수아 칼망 (1865~1962)오빠    | 프랑수아 칼망 (1865~1962)오빠    | 프랑수아 칼망 (1865~1962)오빠    |                                  |                                  | 잔 칼망 (1875~1997)본인 | 잔 칼망 (1875~1997)본인 | 잔 칼망 (1875~1997)본인 | 잔 칼망 (1875~1997)본인 | 잔 칼망 (1875~1997)본인 | 잔 칼망 (1875~1997)본인 |                         |                         |                         |                         |                         |                         | 페르난드 칼망 (1868~1942)배우자 | 페르난드 칼망 (1868~1942)배우자 | 페르난드 칼망 (1868~1942)배우자 | 페르난드 칼망 (1868~1942)배우자 | 페르난드 칼망 (1868~1942)배우자 | 페르난드 칼망 (1868~1942)배우자 |                                 |                                 |                                 |                                 |                           |                           |                                        |                                        |                                        |                                        |                                        |                                        |
|                             |                             |                             |                             |                                 |                                 |                                 |                                 |                                 |                                 |                                 |                                 |                               |                               |                               |                               |                               |                               |                                  |                                  |                                  |                                  |                                  |                                  |                         |                         |                         |                         |                         |                         |                         |                         |                         |                         |                         |                         |                                 |                                 |                                 |                                 |                                 |                                 |                                 |                                 |                                 |                                 |                           |                           |                                        |                                        |                                        |                                        |                                        |                                        |
|                             |                             |                             |                             |                                 |                                 |                                 |                                 |                                 |                                 |                                 |                                 |                               |                               |                               |                               |                               |                               |                                  |                                  |                                  |                                  |                                  |                                  |                         |                         |                         |                         |                         |                         | 이본 칼망 (1898~1934)딸 | 이본 칼망 (1898~1934)딸 | 이본 칼망 (1898~1934)딸 | 이본 칼망 (1898~1934)딸 | 이본 칼망 (1898~1934)딸 | 이본 칼망 (1898~1934)딸 |                                 |                                 |                                 |                                 |                                 |                                 | 조셉 필롯 (1891~1963)사위       | 조셉 필롯 (1891~1963)사위       | 조셉 필롯 (1891~1963)사위       | 조셉 필롯 (1891~1963)사위       | 조셉 필롯 (1891~1963)사위 | 조셉 필롯 (1891~1963)사위 |                                        |                                        |                                        |                                        |                                        |                                        |
|                             |                             |                             |                             |                                 |                                 |                                 |                                 |                                 |                                 |                                 |                                 |                               |                               |                               |                               |                               |                               |                                  |                                  |                                  |                                  |                                  |                                  |                         |                         |                         |                         |                         |                         | 이본 칼망 (1898~1934)딸 | 이본 칼망 (1898~1934)딸 | 이본 칼망 (1898~1934)딸 | 이본 칼망 (1898~1934)딸 | 이본 칼망 (1898~1934)딸 | 이본 칼망 (1898~1934)딸 |                                 |                                 |                                 |                                 |                                 |                                 | 조셉 필롯 (1891~1963)사위       | 조셉 필롯 (1891~1963)사위       | 조셉 필롯 (1891~1963)사위       | 조셉 필롯 (1891~1963)사위       | 조셉 필롯 (1891~1963)사위 | 조셉 필롯 (1891~1963)사위 |                                        |                                        |                                        |                                        |                                        |                                        |
|                             |                             |                             |                             |                                 |                                 |                                 |                                 |                                 |                                 |                                 |                                 |                               |                               |                               |                               |                               |                               |                                  |                                  |                                  |                                  |                                  |                                  |                         |                         |                         |                         |                         |                         |                         |                         |                         |                         |                         |                         |                                 |                                 |                                 |                                 |                                 |                                 |                                 |                                 |                                 |                                 |                           |                           |                                        |                                        |                                        |                                        |                                        |                                        |
|                             |                             |                             |                             |                                 |                                 |                                 |                                 |                                 |                                 |                                 |                                 |                               |                               |                               |                               |                               |                               |                                  |                                  |                                  |                                  |                                  |                                  |                         |                         |                         |                         |                         |                         |                         |                         |                         |                         |                         |                         | 프레들릭 필롯 (1926~1963)외손자 | 프레들릭 필롯 (1926~1963)외손자 | 프레들릭 필롯 (1926~1963)외손자 | 프레들릭 필롯 (1926~1963)외손자 | 프레들릭 필롯 (1926~1963)외손자 | 프레들릭 필롯 (1926~1963)외손자 |                                 |                                 |                                 |                                 |                           |                           | 르네 이본 타크 (1926~2020)외손자며느리 | 르네 이본 타크 (1926~2020)외손자며느리 | 르네 이본 타크 (1926~2020)외손자며느리 | 르네 이본 타크 (1926~2020)외손자며느리 | 르네 이본 타크 (1926~2020)외손자며느리 | 르네 이본 타크 (1926~2020)외손자며느리 |
|                             |                             |                             |                             |                                 |                                 |                                 |                                 |                                 |                                 |                                 |                                 |                               |                               |                               |                               |                               |                               |                                  |                                  |                                  |                                  |                                  |                                  |                         |                         |                         |                         |                         |                         |                         |                         |                         |                         |                         |                         | 프레들릭 필롯 (1926~1963)외손자 | 프레들릭 필롯 (1926~1963)외손자 | 프레들릭 필롯 (1926~1963)외손자 | 프레들릭 필롯 (1926~1963)외손자 | 프레들릭 필롯 (1926~1963)외손자 | 프레들릭 필롯 (1926~1963)외손자 |                                 |                                 |                                 |                                 |                           |                           | 르네 이본 타크 (1926~2020)외손자며느리 | 르네 이본 타크 (1926~2020)외손자며느리 | 르네 이본 타크 (1926~2020)외손자며느리 | 르네 이본 타크 (1926~2020)외손자며느리 | 르네 이본 타크 (1926~2020)외손자며느리 | 르네 이본 타크 (1926~2020)외손자며느리 |

- 증조할아버지: 피에르 칼망(1767~1850)
- 증조할머니: 마르테 프리오(1770~1850)
  - 할아버지: 안토인 칼망(1803~1871)
  - 작은할아버지: 니콜라 칼망(1810~?)
  - 할머니: 메리 에니 포잔(1809~1886)
    - 큰아버지: 니콜라 칼망(1837~1931)
    - 아버지: 니콜라 칼망(1838~1931)
    - 작은아버지: 피에르 칼망(1840~?)

  - 외할아버지: 클로드 질(1816~1898)
  - 외할머니: 로즈 미노드(1818~1896)
    - 이모: 잔느 질
    - 모: 마르그리트 질(1838~1924),이후 남편을 따라 마르그리트 칼망으로 개명
      - 언니: 안토인 칼망(1862~1866),할아버지와 이름이 같음
      - 언니: 마리 칼망(1863~1865)
      - 오빠: 프랑수아 칼망(1865~1962)
      - 본인: 잔 칼망(1875~1997)

    - 시부[3]: 자크 칼망(1840~1886)
    - 시모[4]: 마리아 칼망(1847~1931)
      - 배우자[5]: 페르낭 칼망(1868~1942),1896년 결혼, 1942년 사별
        - 딸: 이본 칼망(1898~1934),늑막염으로 요절
        - 사위: 조셉 필롯(1891~1963)
          - 외손자: 프레들릭 필롯(1926~1963), 교통사고로 요절,7의사
          - 외손자며느리: 르네 이본느 타크(1926~2020)

## 같이 보기
- 장수
- 수퍼센티네리언
- 백세인
- 최장수인
- 뤼실 랑동
- 기네스북